# Keita Makiuchi
Keita Makiuchi (牧内 慶太 Makiuchi Keita?, nacido el 24 de julio de 1990 en Kagoshima) es un exfutbolista japonés. Jugaba de centrocampista y su último club fue el SC Sagamihara de Japón.

## Trayectoria

### Clubes
| Club            | País  | Año         |
| --------------- | ----- | ----------- |
| Blaublitz Akita | Japón | 2013 - 2015 |
| SC Sagamihara   | Japón | 2016        |

## Estadística de carrera

### J. League
| Club            | Año   | J. League | J. League | Copa J. League | Copa J. League | Total | Total |
| Club            | Año   | Part.     | Goles     | Part.          | Goles          | Part. | Goles |
| --------------- | ----- | --------- | --------- | -------------- | -------------- | ----- | ----- |
| Blaublitz Akita | 2014  | 11        | 0         | -              | -              | 11    | 0     |
| Blaublitz Akita | 2015  | 34        | 1         | -              | -              | 34    | 1     |
| SC Sagamihara   | 2016  | 22        | 0         | -              | -              | 22    | 0     |
| Total           | Total | 67        | 1         | 0              | 0              | 67    | 1     |